# Gustaw Zieliński (poseł)
Gustaw Zieliński (ur. 18 listopada 1890, zm. 17 listopada 1945 w Paryżu) – polski działacz niepodległościowy, społeczny, polityczny i związkowy, poseł na Sejm II kadencji w II Rzeczypospolitej.

## Życiorys
Urodził się w rodzinie Kazimierza (1859–1940) i Julii z Gąssowskich (1859–1917). Ukończył Gimnazjum Konopczyńskiego w Warszawie. W czasach szkolnych należał do Organizacji Młodzieży Narodowej i został przyjęty do Związku Młodzieży Polskiej „Zet”. Studiował na Wyższych Kursach Handlowych im. Augusta Zielińskiego, w czasie studiów został przyjęty do Koła Braterskiego „Zet”-u. W czasie I wojny światowej był Starszym warszawskiego Koła Braterskiego. W 1914 roku był jednym z inicjatorów i kierowników Wolnej Szkoły Wojskowej.
Po studiach rozpoczął karierę urzędniczą, początkowo w MSW, później w związkach zawodowych i w Towarzystwie Straży Kresowej (i w powołanym przez nie Związku Rad Ludowych. Był sekretarzem generalnym i członkiem Komitetu Wykonawczego Towarzystwa Straży Kresowej.
Pracując zawodowo, czynnie pracował społecznie. W 1918 roku był członkiem założycielem Związku Patriotycznego, do którego należał przez cały okres międzywojenny, był członkiem jego Komitetu Centralnego w latach 1919–1921, 1924, 1927, 1931–1932. Na parę lat przed II wojną światową wziął z niego „urlop bezterminowy”. Należał do Rady Naczelnej Senioratu OMN, która w 1927 roku weszła w skład ZPMD. W 1926 roku wszedł do Związku Naprawy Rzeczypospolitej, następnie w Zjednoczeniu Pracy Wsi i Miast i w od listopada 1928 roku – we władzach powołanej przez nie Generalnej Federacji Pracy (był prezesem tej federacji).
W 1928 roku został wybrany na posła z listy BBWR.  W latach 30. zajmował kierownicze stanowiska (naczelnik wydziału, dyrektor Gabinetu Ministra, dyrektor Departamentu Ogólnego) w Ministerstwie Pracy i Opieki Społecznej.
W 1936 roku stał na czele komitetu organizacyjnego obchodów 50-lecia „Zet-u”.
Po wybuchu II wojny światowej ewakuował się wraz z rządem do Rumunii, następnie do Francji. Pracował tam w Polskim Czerwonym Krzyżu i Polsko-Amerykańskim Komitecie Pomocy Uchodźcom. Brał też tam udział w ruchu oporu. W 1940 roku został wraz z synem aresztowany przez Gestapo i wywieziony do obozu koncentracyjnego w Dachau, gdzie przebywał do końca wojny. Wkrótce po uwolnieniu przez aliantów zmarł w Paryżu w wyniku pobytu w obozie. Został pochowany na cmentarzu Les Champeaux w Montmorency (kwatera H, grób 1560).

## Ordery i odznaczenia
- Krzyż Oficerski Orderu Odrodzenia Polski (10 listopada 1927)[16]